# Mario Martinoli
Mario Martinoli, né en 1965, est un claveciniste et fortepianiste classique italien. Il interprète notamment des compositeurs tels que Louis Marchand, Domenico Scarlatti, Mozart, Johann Schobert, John Jenkins et Kraus.

## Discographie sélective
- Mozart, Ah! vous dirai-je, maman (27-28 août 2001, Stradivarius).
- Joseph Martin Kraus, Complete Piano Music (9-13 juillet 2003, Stradivarius), pianoforte Ferdinando Granziera, Milan, 1990, d'après Andreas Stein, c. 1782.
- Louis Marchand, Livre de pièces de clavecin, 1754, d'après un clavecin de Pascal Taskin 1769 de la collection Russell du Musée national d'Écosse) (27-28 novembre 2005, Olive Music)[1].
- Domenico Scarlatti, The well-tempered Scarlatti, d'après un clavecin de Pascal Taskin 1769 (29 juin 2015, Etcetera) (OCLC 1040263420)[2].

Il est assistant musical sur le film Zoroastro (2017).